# Euproctis asaphobalia
Euproctis asaphobalia är en fjärilsart som beskrevs av Collenette 1932. Euproctis asaphobalia ingår i släktet Euproctis och familjen tofsspinnare. Inga underarter finns listade i Catalogue of Life.